# Moussa Ibrahim
Moussa Ibrahim (tiếng Ả Rập: موسى إبراهيم; cũng được chuyển tự latinh thành Mussa và Musa) là một nhân vật chính trị Libya, phục vụ với vai trò Bộ trưởng Thông tin Libya và người phát ngôn chính thức cho Muammar Gaddafi từ cuối tháng 3 năm 2011. Với chức vụ của mình, ông trở thành một nhân vật nổi bật trong Nội chiến Libya 2011.

## Tiểu sử
Moussa sinh năm 1974 và là thành viên của bộ tộc Qadhadhfa cùng với Gaddafi. Ông có một vợ người Đức và một con trai nhỏ. Ông nghiên cứu chính trị tại Đại học Exeter vào đầu những năm 2000. Ông tham gia nghiên cứu để lấy bằng tiến sĩ triết học về kỹ năng truyền thông tại Royal Holloway, Đại học London, hoàn thành kỳ thi kết thúc vào tháng 5 năm 2010— tuy nhiên ông vẫn chưa chính thức nhận được học vị tiến sĩ. Một trong số các giảng viên của Moussa tại Đại học Exeter, Giáo sư Larbi Sadiki, miêu tả ông là một người lôi cuốn, thân thiện nhưng là một sinh viên đứng đắn.
Ông từng kể trên Sky News: "Tôi đã sống tại Luân Đôn 15 năm. Tôi biết mọi đường phố tại Luân Đôn. Tôi biết cách người dân Anh lịch sự là như thế nào.".

## Bị bắt
Sau khi chính quyền của Gaddafi bị lật đổ, đến ngày 20 tháng 10 năm 2012, chính phủ mới của Lybia tuyên bố rằng họ đã bắt được Moussa Ibrahim tại một điểm kiểm soát ở thành phố Tarhuna.